# Eclipse lunar de 28 de agosto de 2007

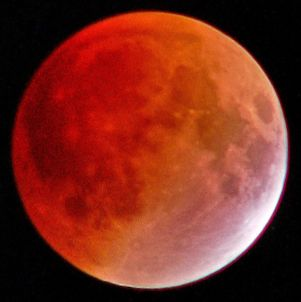
Eclipse total visto de Wollongong, Austrália - 9:48 UTC

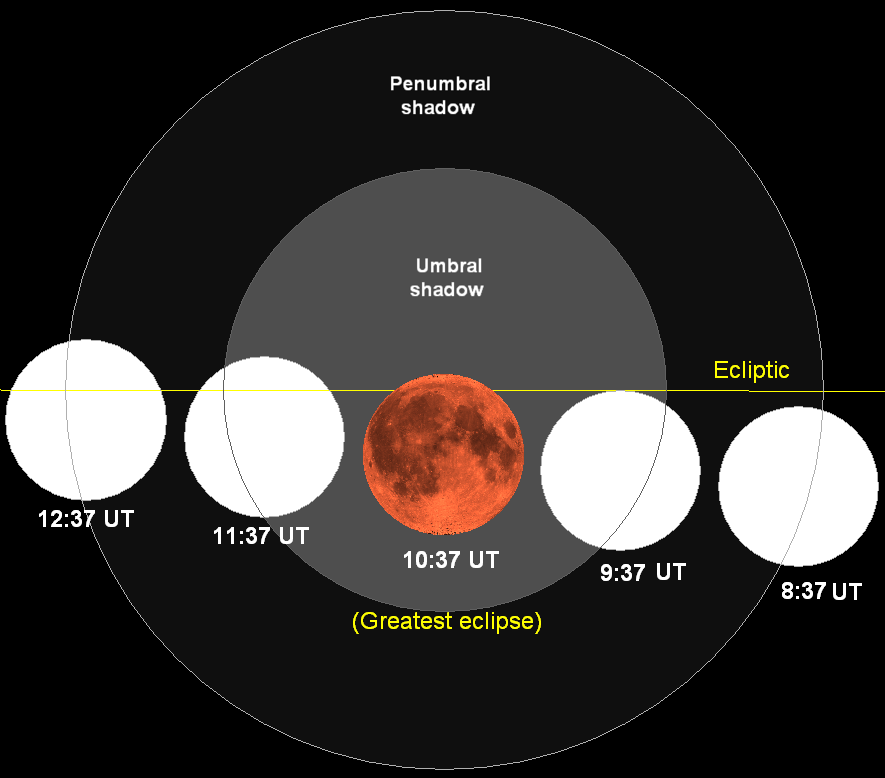
Fases e horários do eclipse.

O eclipse lunar de 28 de agosto de 2007 foi um eclipse total, o segundo e último do ano. Foi visível no Pacífico, Antártida, Oceania, faixa leste da Ásia e em boa parte das Américas. Teve duração de pouco mais de 90 minutos.  A Lua entrou na penumbra da Terra às 07:53:40 UTC. O início da fase parcial começou exatamente às 8:51:16 UTC, quando a Lua entrou na umbra da Terra. Ela saiu da penumbra às 13:20:57 UTC.
É um eclipse central relativamente raro, onde a Lua passa em frente ao centro da sombra da Terra. Foi o "maior e mais escuro eclipse lunar a ser visto em 7 anos". No eclipse lunar total de 16 de julho de 2000, a Lua passou dentro de dois minutos de arco do centro da sombra da Terra. Em comparação, este eclipse, relativamente muito escuro, foi distante do centro da umbra por mais de 12 minutos de arco. O próximo eclipse lunar total com duração mais longa foi em 15 de junho de 2011 .